# Нипур
Нипур (сумерски: Nibru) био је један од најзначајнијих градова древне Месопотамије.

## Историја
Град се налазио југоисточно од Вавилона. Његови остаци данас се налазе у близини села Нифар у Ираку. Током 3. миленијума п. н. е. Нипур је био један од најзначајнијих политичких и религиозних средишта Месопотамије. Глинене таблице пронађене у Нипуру вредан су извор за проучавање историје Месопотамије. Неке од њих чине и Еп о Гилгамешу. У Нипуру је пронађен и најстарији план града који потиче из средине 2. миленијума п. н. е. Нипур је изгубио на значају након стварања Старог вавилонског царства и увођења култа бога Мардука. Након краће ренесансе под Каситима, значај Нипура поново опада. У доба Селеукида свео се на тврђаву док је у доба Сасанида и тврђава напуштена.